# Acmispon maritimus
Acmispon maritimus är en ärtväxtart som först beskrevs av Thomas Nuttall, och fick sitt nu gällande namn av Dmitry Dmitrievich Sokoloff. Acmispon maritimus ingår i släktet chileväpplingar, och familjen ärtväxter. Inga underarter finns listade i Catalogue of Life.